# Trivorgletscher
Der Trivorgletscher (im unteren Teil auch Gharesagletscher) befindet sich im westlichen Karakorum im pakistanischen Sonderterritorium Gilgit-Baltistan.
Der Trivorgletscher hat eine Länge von 24 km. Er strömt vom Westhang des Trivor (7577 m) in westlicher Richtung durch den südwestlichen Teil des Hispar Muztagh. Der Südliche Lupghar-Yaz-Gletscher mündet rechtsseitig in den Gletscher. Unterhalb der Einmündungsstelle trägt der Gletscher auch die Bezeichnung „Gharesagletscher“. Der Gharesa-Bergkamm trennt das Gletschertal von dem weiter südlich gelegenen Flusstal des Hispar. Der Trivorgletscher speist den Gharesa, einen 7 km langen rechten Nebenfluss des Hispar. Neben dem namensgebenden Berg Trivor wird das Einzugsgebiet des Trivorgletschers noch von den Bergen Momhil Sar (7414 m) und Lupghar Sar (7181 m) eingerahmt.